# ماسو إدواردو
ماسو إدواردو (بالفرنسية: Eduardo Masso)‏ مواليد 11 يناير 1964 في بيل فيل، الأرجنتين، هو لاعب كرة مضرب بلجيكي سابق بدأ مسيرته كمحترف سنة 1984 وكان يلعب باليد اليسرى، اعتزل اللعب في 1992. أعلى تصنيف له في الفردي كان المركز الـ 56 في سنة 1991.

## النهائيات

### الفردي (الوصافة 1)
| الحصيلة | الرقم | التاريخ       | الدورة           | الأرضية | المنافس         | النتيجة            |
| ------- | ----- | ------------- | ---------------- | ------- | --------------- | ------------------ |
| الفوز   | 1.    | 29 يوليو 1990 | هيلفرسوم، هولندا | ترابية  | فرانسيسكو كلافت | 6–3, 4–6, 2–6, 0–6 |

## روابط خارجية
- ماسو إدواردو على موقع رابطة محترفي التنس (الإنجليزية)
- ماسو إدواردو على موقع الاتحاد الدولي لكرة المضرب (الإنجليزية)
- ماسو إدواردو على موقع كأس ديفيز (الإنجليزية)
- ماسو إدواردو على موقع خلاصة التنس.كوم (الإنجليزية)